# Anarthrophyllum strigulipetalum
Anarthrophyllum strigulipetalum är en ärtväxtart som beskrevs av Soraru. Anarthrophyllum strigulipetalum ingår i släktet Anarthrophyllum och familjen ärtväxter. Inga underarter finns listade i Catalogue of Life.